# Menjagrà de Dubois
El menjagrà de Dubois (Sporophila ardesiaca) és un ocell de la família dels tràupids (Thraupidae).

## Hàbitat i distribució
Habita zones arbustives i praderies de les terres baixes de l'est del Brasil.